# Cine-Teatro Nacional
Cine-Teatro Nacional, sala de cinema e teatro de Luanda, Angola, fundado em 1932, património-histórico cultural de Angola, desde 1994.

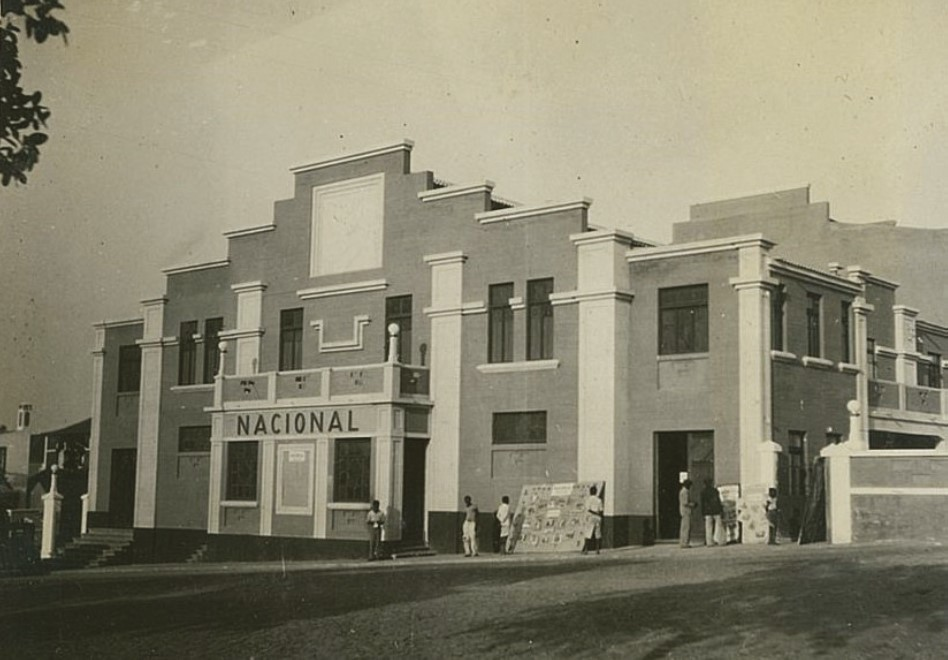
Cine-Teatro Nacional, em Luanda

## História Institucional
O Cine-Teatro Nacional foi a primeira sala de cinema e teatro de Luanda, capital de Angola, sendo fundador e sócio maioritário da sociedade detentora  o capitão Jorge Figueiredo de Barros.  
Localizado na Baixa de Luanda, em frente à antiga Casa Americana, é considerado a «sala-mãe de todas as salas de teatro do país». 
Foi projectado pelo arquitecto Vasco Vieira da Silva, com a capacidade de 896 lugares, no conjunto de plateia e camarotes em estilo  Art Deco, com piso em madeira e painéis.   
Inaugurado no dia 1 de Janeiro de 1932, contou na estreia com a actuação da Companhia Hortense Luz. 
No dia 27 de Setembro de 1994, o Ministério da Cultura de Angola  declarou-o como Património-Histórico Cultural do país, dado que o seu traçado se manteve inalterado, não obstante as mudanças de decoração realizadas desde a fundação. 